# 奧赫馬特基夫
50°30′5″N 25°20′11″E / 50.50139°N 25.33639°E
奧赫馬特基夫（烏克蘭語：Охматків），是烏克蘭西北部的村莊，隸屬里夫內州的杜布諾區。該村面積5.4平方公里，海拔高度194米，2015年人口105，人口密度每平方公里21.7人。